# Puntigam
Puntigam je městská část (Stadtbezirk) druhého největšího rakouského města Štýrský Hradec. Nachází se na jižním okraji města, pro potřeby plánované Koralmské dráhy zde byl vybudován velký dopravní terminál. Puntigam je průmyslovým předměstím, kde sídlí výrobce motocyklů Puch, pivovar, v němž se vaří pivo značky Puntigamer, továrna na hračky Gowi, trafostanice a polytechnická škola. Nachází se zde také městský hřbitov, modernistický farní kostel svatého Leopolda z roku 1967, psychiatrická léčebna Sigmunda Freuda, golfové hřiště a několik nákupních středisek. Na území čtvrti převládá moderní zástavba.
Název původní vesnice pochází od rodiny Puntigamů, která zde na počátku novověku provozovala zájezdní hostinec. V roce 1938 byl Puntigam připojen ke Štýrskému Hradci jako součást obvodu Straßgang, v roce 1988 se osamostatnil jako nejnovější, sedmnáctá městská část.
V Puntigamu se odehrávají detektivní příběhy rakouského spisovatele Wolfa Haase.